# 全祥茶莊
全祥茶莊，是臺北市一家成立於1949年的茶莊，其歷史發源可追溯自清末，位於衡陽路58號的本店在台灣日治時期為「和泉時計店台北支店」，建物上方設有全臺北唯一的「時計塔」，與相鄰3棟建物在2023年被指定為市定古蹟。2024年，位於大同區西寧北路84號及貴德街49號的「全祥茶莊精製廠」同被臺北市文化局文資審議委員會評選通過指定為市定古蹟。

## 源起
全祥茶莊於1872年（同治十一年）即始有製、售茶之業務，創辦人林火樹為日治時期第九茶區廠長的全祥第二代傳人，其於臺北縣新店安坑地區種植茶葉爲生，並曾聯合八家業者成立「石碇茶葉組合」於今延平北路二段31號址附近，獲日本殖民當局授予取得外銷許可，該茶葉組合後分家為「全泰茶行」、「華泰茶行」及「全祥茶行」。在林氏茶業全盛時期，產品曾銷售至中國大連與天津等地，是海峽兩岸最早經營茶葉貿易的茶商。1945年臺灣光復，原「南興茶行」結束營業，將西寧北路84號廠房轉賣予「全祥茶莊」，同時有一經營茶葉外銷的日籍企業家中野氏亦將其所屬企業轉售予林火樹，該公司總社位於今衡陽路與博愛路交叉口，在重慶北路另有一座規模不小的倉庫，奠定林火樹家族於臺北市區的營業據點。爾後，一位與林火樹同樣經營茶業的好友許進林以一甲五萬元的價格將自己位在桃園縣中壢佔地廿六公頃左右以及文山國立政治大學附近的茶園轉賣予林火樹，其家族因此累積不少地產。1949年，林火樹成立「全祥茶莊股份有限公司」，設址於衡陽路，其生產之香片、龍井或高山烏龍茶皆獲政要喜愛，其中「御品香片」更因蔣宋美齡指定使用而聞名。1976年，全祥茶莊原店面因受隔壁工程整修影響致使房屋漏水而影響生意經營，遂自衡陽路54號遷址至58號的「和泉時計店台北支店」舊址。2009年1月，臺北全祥茶莊轉型之「樹籽股份有限公司」於中壢投資興建「南方莊園渡假飯店」，同年3月正式營運。

## 外部連結
- 全祥茶莊的Facebook專頁
- 全祥茶荘 | 台湾ショッピング・買物 - 台北ナビ （页面存档备份，存于）
- 南方莊園渡假飯店 | 全祥茶莊 （页面存档备份，存于）